# Семюел Фінлі Бріз Морзе
Семюе́л Фі́нлі Бріз Мо́рзе (англ. Samuel Finley Breeze Morse, правильніша вимова прізвища «Морс» [mɔːrs]; 27 квітня 1791, Чарльзтаун — 2 квітня 1872, Нью-Йорк) — американський винахідник і художник. Морзе сприяв винаходу телеграфної системи, був співрозробником азбуки Морзе і допоміг розвинути комерційне використання телеграфу.

## Початок життя
Народився 27 квітня 1791 р. у родині відомого місцевого проповідника Джедіди Морзе в американському містечку Чарльзтаун (штат Массачусетс). Юнак подавав великі надії стати художником, він був визнаний лідером і кумиром молодих американських художників — його пензлеві належить знаменитий портрет президента Джеймса Монро.

## Винахід «коду Морзе»
1 жовтня 1832 р. з Гавра до Нью-Йорку вийшов вітрильник «Саллі». Його пасажирам знаменитий лікар тих часів (винахідник наркозу й нових методів знеболювання в медицині) — Чарльз Т. Джексон у салоні першого класу демонстрував фокус-дослід: стрілка компаса починала обертатися при піднесенні до неї шматка провідника, приєднаного до гальванічного елемента. За дослідом уважно спостерігав Семюел. Побачений дослід наштовхнув його на думку про створення системи передачі сигналів дротами із використанням поєднання передачі імпульсів. Ця ідея захопила його. За час місячного плавання Морзе накидав кілька креслень. Наступні три роки, працюючи на горищі в будинку свого брата Річарда, він присвятив будівництву за своїми кресленнями апарату, проте безрезультатно.

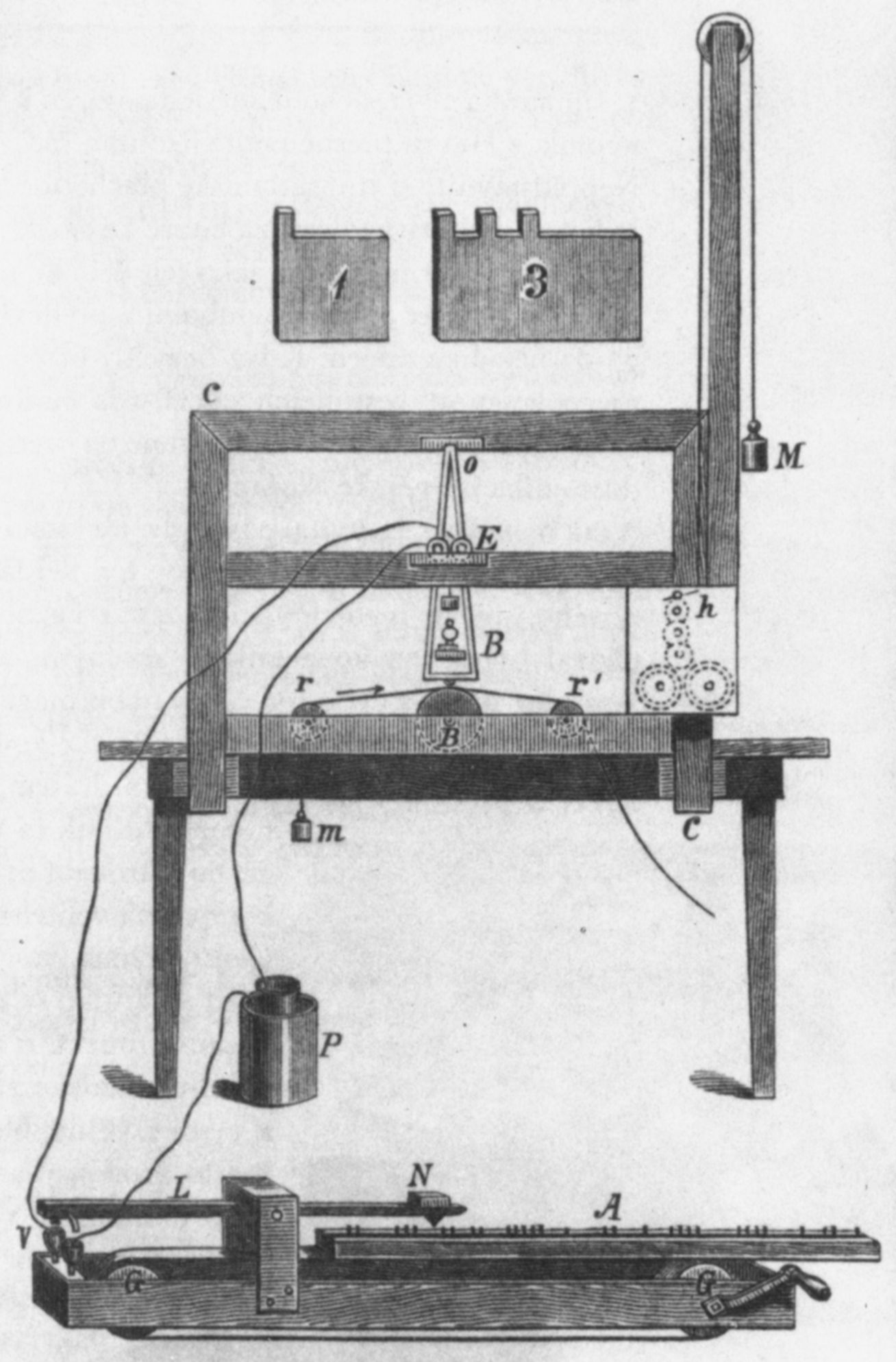

Американський промисловець Стів Вейл зацікавився роботою Морзе й погодився пожертвувати 2 тис. доларів і надати приміщення для подальших дослідів при одній умові — Морзе візьме в помічники його сина Альфреда. Союз молодшого Вейла й Морзе виявився плідним. Перше повідомлення було послане 24 травня 1844 р. , його текст говорив: «Дивовижні справи твої, Господи!» Для передачі даних використовували ключ, винайдений німецько-російським науковцем Б. С. Якобі, а для прийому — електромагніт, якір якого управляв переміщенням чорнильного пера папером. Працюючи над подальшим удосконалюванням свого телеграфного апарата, Семюел Морзе в 1838 р. винайшов і код — телеграфну абетку.
До речі, вихідна таблиця «коду Морзе» разюче відрізнялася від тих кодів, що сьогодні звучать на аматорських діапазонах. У ній, по-перше, використовували посилки трьох різних тривалостей (крапка, тире й довге тире). По-друге, деякі символи мали паузи усередині своїх кодів. Кодування сучасної й вихідної таблиць збігаються тільки для приблизно половини букв (A, B, D, E, G, H, І, K, M, N, S, T, U, V й W) і не збігаються для жодної цифри. Щобільше, для побудови коду ряду символів в оригінальній «морзянці» взагалі використовували інші принципи. Так, на ряді з «крапками» й «тире», були сполучення «подвійне тире» (буква L) і навіть «потрійне тире» (цифра 0), а деякі символи містили в собі паузу… . Це помітно ускладнювало прийом радіограм. От чому незабаром з'явилися різні варіанти телеграфної абетки, що не містили кодів з паузами між телеграфуванням.
Сучасний варіант міжнародного «коду Морзе» (International Morse) з'явився порівняно недавно — в 1939 році, коли було проведене останнє коректування (т. зв. «континентального» варіанта), що стосувалось переважно розділових знаків.
До речі, сигнал SOS, що зараз розшифровують як «Save our souls» (рятуйте наші душі) або «Save our ship» (рятуйте наш корабель), був обраний через простоту передачі. Він є комбінацією «. . . — —  — . . .» і відтворюється без пауз на відміну від інших сигналів. Цей сигнал подається лише у випадку неминучої загрози для життя людей або для судна.